# Glenea rufa
Glenea rufa là một loài bọ cánh cứng trong họ Cerambycidae.